# Eden Golan
Eden Golan (en russe : Эден Голан et en hébreu : עדן גולן) est une chanteuse israélienne née le 5 octobre 2003 à Kfar Saba, Israël. Elle a représenté Israël au Concours Eurovision de la chanson 2024 à Malmö en Suède, avec le titre « Hurricane » qui a été classé cinquième au classement général et deuxième au classement des votes du public.

## Biographie

### Enfance et famille
Eden Golan naît le 5 octobre 2003, à Kfar Saba en Israël, d'un père juif d'origine lettone nommé Eddie et d'une mère juive d'origine ukrainienne qui se nomme Olga. Elle a un frère cadet du nom de Sean. À l'âge de six ans, elle et sa famille déménagent à Moscou pour y résider de manière permanente en raison du travail de son père. Elle y passe 13 ans et garde des sentiments mitigés à propos de son séjour en Russie, elle déclare que même si elle y a commencé sa carrière musicale, elle était également mal à l'aise en raison de fréquentes manifestations d'antisémitisme. Elle et sa famille reviennent en Israël en 2022.

### Carrière
En 2015, elle participe à la sélection russe pour le concours Eurovision de la chanson junior 2015. Elle atteint la finale et termine cinquième avec 22 points. Elle collabore avec Yinon Yahel (en).
En 2016, elle se produit en Crimée occupée par la Russie aux côtés de la chanteuse Nyusha, ce qui lui vaut d'être inscrite sur le site web Myrotvorets.
Après son retour en Israël en 2022, Eden Golan participe en 2023 à la finale de la saison 2 de I Can See Your Voice mais est éliminée au premier tour.
En préparation du Concours Eurovision de la chanson 2024, le radiodiffuseur israélien décide de sélectionner à nouveau le représentant du pays en coopération avec les chaînes Keshet 12 et Rising Star. Eden Golan a remporté toutes les étapes du spectacle, interprétant notamment la chanson I Have Nothing de Whitney Houston pour la finale et au terme de la sélection nationale, elle est sélectionnée pour le Concours Eurovision de la chanson 2024 à Malmö, en Suède. La chanson proposée, October Rain, est pointée du doigt pour son thème et ses paroles jugé à caractère politique. L'Union européenne de radio-télévision (UER), organisatrice du concours, a indiqué qu’elle était « en train d’examiner les paroles » pour décider si la chanson était acceptable dans le cadre du concours. La deuxième chanson proposée, Dancing Forever, est également refusée. Finalement, la chanson Hurricane est validée par les organisateurs.
En avril 2024, elle fait part de son souhait d'intégrer la fanfare militaire (en) de l'armée israélienne après la compétition.
Le 9 mai 2024, lors de la seconde demi-finale, elle se qualifie pour la finale de l'Eurovision 2024 prévue le 11 mai à Malmö pendant les huées, les sifflets et une manifestation contre sa participation réunissant entre 10 000 à 12 000 personnes, dont Greta Thunberg (qui est arrêtée par la police). Ces réactions s’inscrivent dans un contexte où Israël commet un génocide à Gaza, causant des dizaines de milliers de morts, principalement civils, selon de nombreuses organisations internationales et experts de l’ONU. La présence d’une artiste israélienne dans un concours culturel mondial a ainsi été largement perçue comme une tentative de normalisation d’un crime en cours. Le Premier ministre israélien, Benyamin Netanyahou, lui, la félicite avec ces mots : « Non seulement vous participez fièrement et de manière admirable à l'Eurovision, mais vous affrontez avec succès une horrible vague d'antisémitisme ».
En finale, elle obtient la cinquième place malgré les manifestations d'hostilité envers la participation d'Israël durant sa demi-finale et les huées durant la finale où elle dédie sa chanson aux otages du Hamas,,. Cette performance est en grande partie due aux votes du public qui, dans 15 pays sur 36, lui a donné le nombre maximum de points. En France en particulier, des personnalités politiques de premier plan telles que la présidente de l'Assemblée nationale, Yaël Braun-Pivet, la ministre de l'Égalité des genres, Aurore Bergé, ou encore la député européenne Nadine Morano ont publiquement annoncé leur vote en sa faveur.
Quant à la presse israélienne, elle salue son courage en finale face à une « intense hostilité ».

## Eurovision 2024
Eden Golan a représenté Israël au Concours Eurovision de la chanson 2024 à Malmö en Suède avec Hurricane

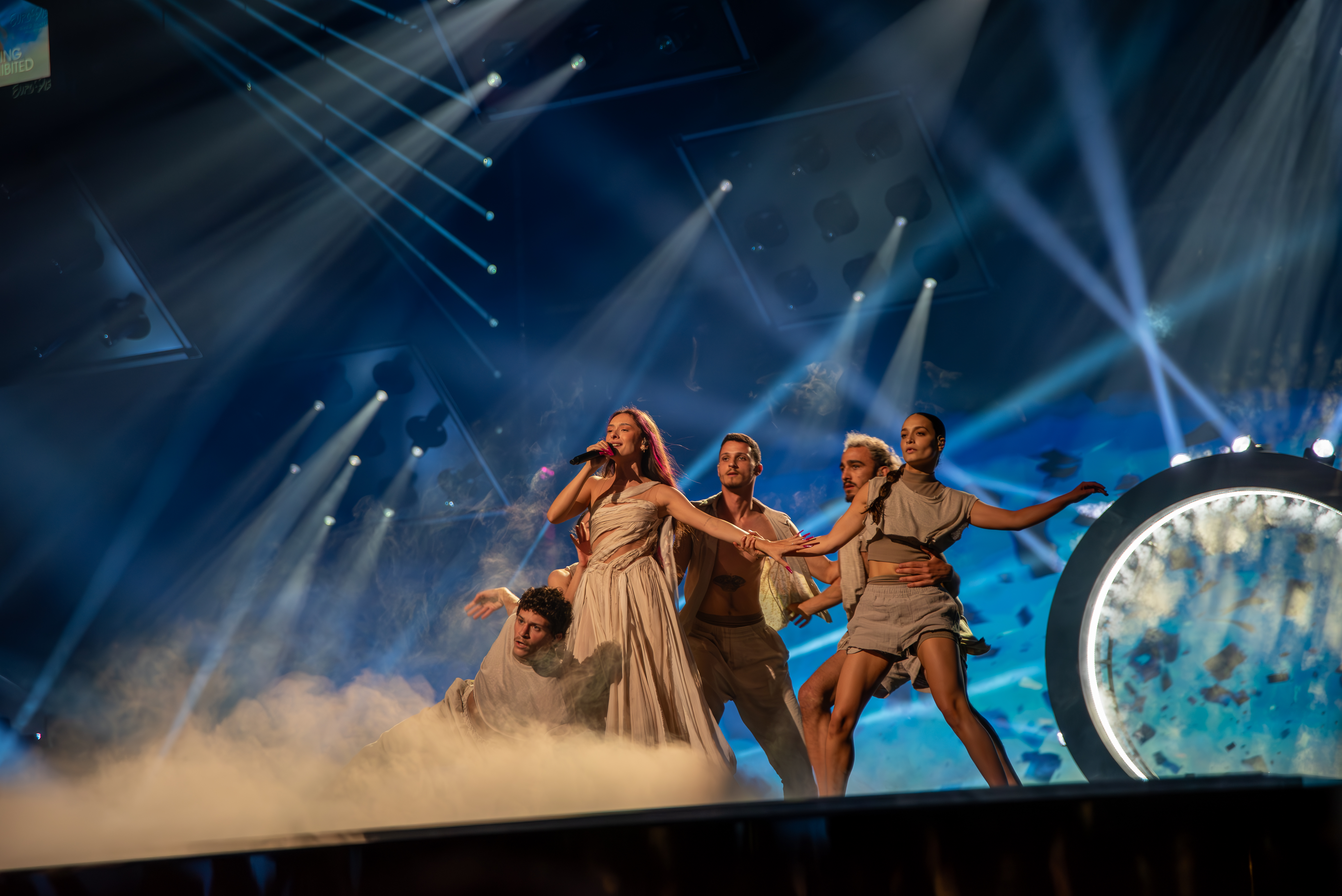
Eden Golan en train de chanter Hurricane au Concours Eurovision de la Chanson 2024

| Chanson   | Points Demi-final | Classement Demi-final | Points du jury en Final | Points du public en Final | Classement en final |
| --------- | ----------------- | --------------------- | ----------------------- | ------------------------- | ------------------- |
| Hurricane | 194               | 01                    | 52                      | 323                       | 05                  |